# Dearborn (Missouri)
Dearborn é uma cidade localizada no estado americano de Missouri, no Condado de Buchanan e Condado de Platte.

## Demografia
Segundo o censo americano de 2000, a sua população era de 529 habitantes.
Em 2006, foi estimada uma população de 536, um aumento de 7 (1.3%).

## Geografia
De acordo com o United States Census Bureau tem uma área de
2,2 km², dos quais 2,2 km² cobertos por terra e 0,0 km² cobertos por água. Dearborn localiza-se a aproximadamente 267 m acima do nível do mar.

## Localidades na vizinhança
O diagrama seguinte representa as localidades num raio de 16 km ao redor de Dearborn.